# Klon Centaur
Klon Centaur är en effektpedal för gitarr som utvecklades av Bill Finnegan mellan 1990 och 1994. Pedalerna tillverkades för hand av Finnegan. Centauren karaktäriseras som en "transparent" overdrive, vilket innebär att den förstärker den ursprungliga signalen utan att markant ändra gitarrens ton.

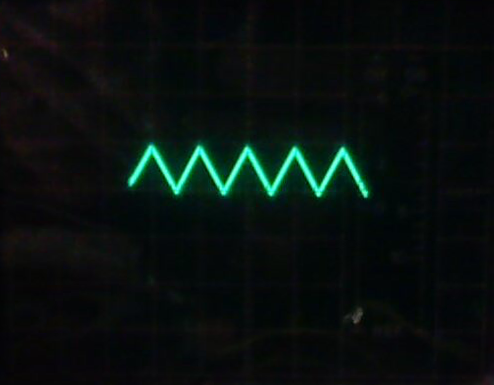
Klon Centaurs insignal runt 1 V, med hjälp av en elektronisk ljudsignalgenerator.

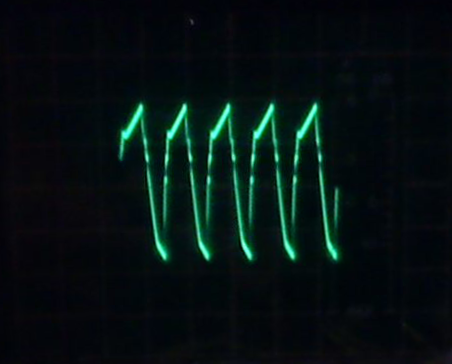
Klon Centaurs utsignal runt 3,5 V.

Cirka 8000 pedaler byggdes mellan 1994 och 2000. Ett flertal kända gitarrister lovordar den klara, ofärgade tonen i den förstärkta signalen. En av kretskortets mest unika egenskaper är användningen av en IC MAX1044 spänningsomvandlare. Spänningsomvandlaren driver 18 volt till operationsförstärkaren som är kärnan i kretsen; vid denna spänning skiljer sig förstärkarens respons från 9 volt, eftersom dess svänghastighet beror på spänningsförsörjningen. Ju högre spänningsförsörjning, desto högre övertoner operationsförstärkaren att generera och desto mer "metalliskt" ljud genereras.
Beroende på inställningarna för kontrollrattarna kan pedalen fungera mestadels som en ren boost, vilket tillför mestadels volym och minimal färgning av ljudet. Detta kan användas för att driva förstärkarens försteg för att använda det karakteristiska distorsionsljudet hos en överdriven gitarrförstärkare. Alternativt (eller dessutom) kan rattarna ställas in att förvränga ljudsignalen i pedalen, där två dioder av germanium kan utföra vågformsklippning."Gain"-ratten är en dubbel potentiometer som styr bas- och mellanfrekvenser. Andra rattar är diskant och volym.
Kretskorten för Centaurs är täckta med svart epoxiharts för att göra det svårare för imitatörer att replikera den.
Efter att tillverkningen upphörde har originalenheter setts säljes för över 5000 dollar och ansågs tidigt att vara sällsynta samlarobjekt. Ett antal pedaltillverkare har sedan dess kommit ut liknande produkter till ett lägre pris, varav några kommer mycket nära egenskaperna hos Centaur. Ändå används den ursprungliga Centaurpedalen ofta som en standard för att jämföra nya designer på overdrivepedaler.
2014 sålde Finnegan samma effekt under namnet "KTR". KTR har samma krets som originalpedalen, med samma germaniumdioder i hjärtat av ljudformningskretsen, men använder ytmonterad teknik, vilket gör pedalen kompatibel med massproduktion, samt mindre i storlek. Tryckt på framsidan av KTR står orden "kindly remember that the ridiculous hype that offends so many is not of my making", som svar på den kultförklarade originalpedalen.
Ett flertal kända gitarrister använder Klon Centaur, bland annatMark Tremonti, Jeff Beck, liksom Warren Haynes, Britt Daniel ( Spoon ), Nick Valensi (The Strokes; CRX) John Mayer, David Grissom och Adam Hann (The 1975). Nels Cline från Wilco sa beskrev sin Klon med följande: "...It's an amp in a box. No more worries in the world of 'amp du jour' about overdrive tone. It will be OK. The Centaur will take care of it..."